# Ледяной сфинкс
«Ледяной сфинкс» (фр. Le Sphinx des glaces) — роман в двух частях французского писателя Жюля Верна, написанный им в 1897 году как продолжение книги Эдгара По «Приключения Артура Гордона Пима». «Ледяной сфинкс» — единственная книга Верна, где на протяжении всего повествования события происходят в Антарктике.

## История создания
Первый том романа вышел из печати издательства Пьера-Жюля Этцеля 24 июня 1897 года, а второй — 11 ноября того же года.

В 1864 году Верн опубликовал критическую статью «По и его произведения», в которой, рассуждая о повести «Приключения Артура Гордона Пима», отметил:
«…история приключений Пима обрывается. Кто её продолжит? Некто смелее меня, кто не побоится пуститься в мир невероятного».
Спустя 31 год писательский успех Верна подарил ему уверенность в собственных силах и позволил «пуститься в мир невероятного», написав роман «Ледяной сфинкс». Сами герои романа Верна время от времени обращаются к повести По. Тем не менее, отдавая должное дарованию американского романиста, Жюль Верн решительно отвергал его фантастику, когда она противоречила законам природы и переходила в область сверхъестественного.
В 1897 году, когда писался роман, об Антарктике было известно мало, вследствие чего Жюль Верн иногда допускает ошибки. Они касаются либо географического расположения земель Антарктики, либо поведения айсбергов, строение которых в то время было плохо изучено. Но ни одной ошибки, касающейся истории исследования Антарктиды, читатель у Верна не найдёт, ибо писатель её прекрасно знал и в начале 1870-х годов опубликовал трёхтомный труд «История великих путешествий». В «Ледяном сфинксе» Верн точно следует своим словам:

 «Если читатель может догадаться, как кончится книга, то её не стоило и писать». 
Развязка книги и в самом деле совершенно непредсказуема.

## Переводы

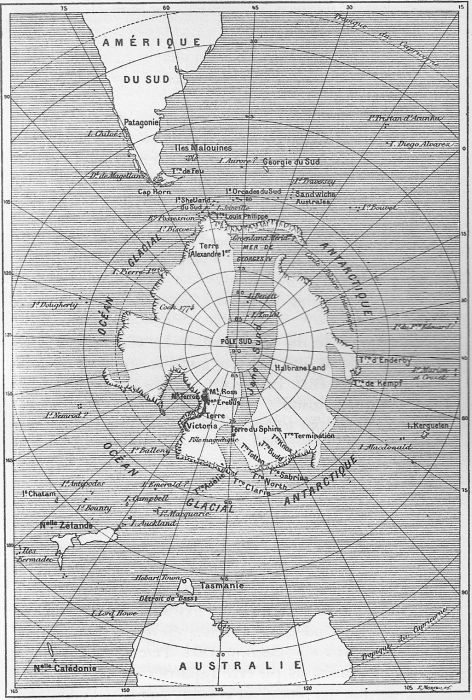
Карта Антарктиды, согласно произведению Верна. Художник Жорж Ру.

На русском языке впервые роман печатался в Российской империи в журнале «Задушевное слово» в номерах 1 — 52 1897 года. Отдельным изданием вышел в 1898 году в издательстве Товарищества И. Д. Сытина, а также в 1907 году в издательстве Петра Петровича Сойкина (этот же вариант перевода переиздан в 2000 году издательством «Логос»),
Другие переводы:
- Жюль Верн. Ледяной сфинкс / пер. и ред. С. П. Полтавского. — Земля и фабрика, 1929. — 340 с. — (Жюль Верн. Собрание сочинений в 24 томах (1928-31)). — 7000 экз.
- Ледяной сфинкс / пер. А.Ю. Кабалкин. — Ледяной сфинкс. Трикк-тррак. Мятежники с "Баунти". — М.: Ладомир, 1994. — Т. 15. — 384 с. — (Неизвестный Жюль Верн). — 100 000 экз. — ISBN 5-86218-032-X.

## Сюжет
Роман «Ледяной сфинкс» ведётся от лица мистера Джорлинга, исследователя минералогии. На острове Кергелен Джорлинг знакомится с капитаном Леном Гаем, который давно мечтает узнать правду о пропавшей в Антарктиде экспедиции своего родного брата Уильяма Гая. Джорлинг отправляется на родину на шхуне Гая «Халбрейн». Волею случая при плавании к островам Тристан-да-Кунья Лен Гай обнаруживает айсберг с телом погибшего моряка, в котором узнаёт члена команды Уильяма Гая. Убедившись, что члены пропавшей экспедиции не погибли 11 лет назад, Лен Гай и Джорлинг отправляются на поиски в неведомые края — в Антарктиду. Из этого романа читатель узнаёт дальнейшую судьбу героев романа «Приключения Артура Гордона Пима», о том, как погиб Артур Пим, и как спаслись Уильям Гай и его товарищи.